# Lorenzo Rubinacci
Lorenzo Rubinacci (Pesaro, 20 aprile 1968) è un allenatore di calcio italiano, tecnico in seconda del Monza.

## Carriera
Ex calciatore della Vis Pesaro, inizia la sua carriera da allenatore nel Fano in Serie C2 conducendo la sua squadra alla salvezza. Nella stagione 1998-1999 allena l'Urbania nel campionato di Lega Nazionale Dilettanti conducendo la squadra alla salvezza, lanciando il giocatore Angelo Palombo.
Nel 1999 si trasferisce in Romania, dove allena FC UTA Arad e Politehnica Timișoara. Nel 2001 torna in Italia alla guida della formazione Primavera del Perugia. Qui riesce ad ottenere un terzo posto al Torneo di Viareggio.
Dal 2005 al 2007 allena la Primavera dell'Arezzo prima del ritorno in Romania alla guida del Liberty Salonta. Nel 2007 diventa commissario tecnico delle formazioni Under-20 e Under-17 per la nazionale di calcio del Gambia dove porta anche il collaboratore Franco Crescentini.
Nel 2008 è chiamato dal Lecce alla guida della formazione Primavera.
Nella stagione 2010-2011 è nello staff tecnico del Catania con la qualifica di collaboratore tecnico.
Dal 2011 svolge lo stesso ruolo ritornando al Lecce. Qui da dicembre ritrova Serse Cosmi, al Perugia come allenatore della prima squadra quando lui era tecnico della Primavera. Con il Lecce retrocesso in Serie B, nell'estate del 2012 segue Cosmi al Siena e in seguito anche al Pescara nel 2014 e al Trapani nel 2015 da vice allenatore.
Dal 2015 si lega ad Alessandro Nesta, con cui va prima a Miami poi a Perugia, a partire dal 13 maggio 2018, dopo l'esonero di Roberto Breda. Nel 2023 lo segue alla Reggiana e nel 2024 al Monza.